# 鳳凰駅
鳳凰駅（ポンファンえき）は、大韓民国慶尚南道金海市にある釜山-金海軽電鉄の駅である。駅番号は16。「金海旅客ターミナル」を副駅名としている。

## 歴史
- 2011年9月9日 - 開業。当時の副駅名は「田下」であった。
- 2015年2月12日 - 副駅名を「田下」から「金海旅客ターミナル」に変更。

## 駅構造
相対式ホーム2面2線を有する高架駅で、フルスクリーンタイプのホームドアが設置されている。

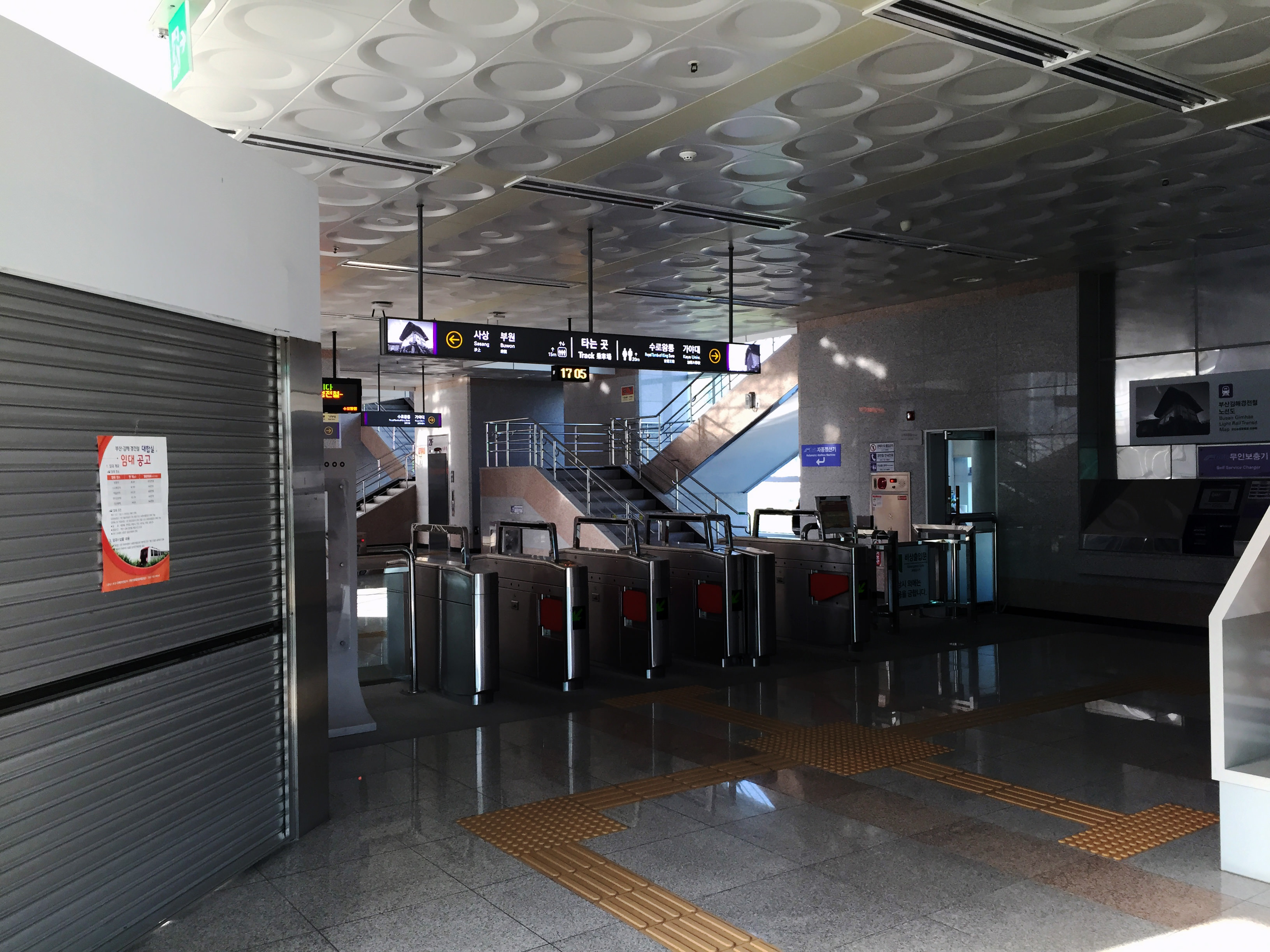
改札口（2015年5月）
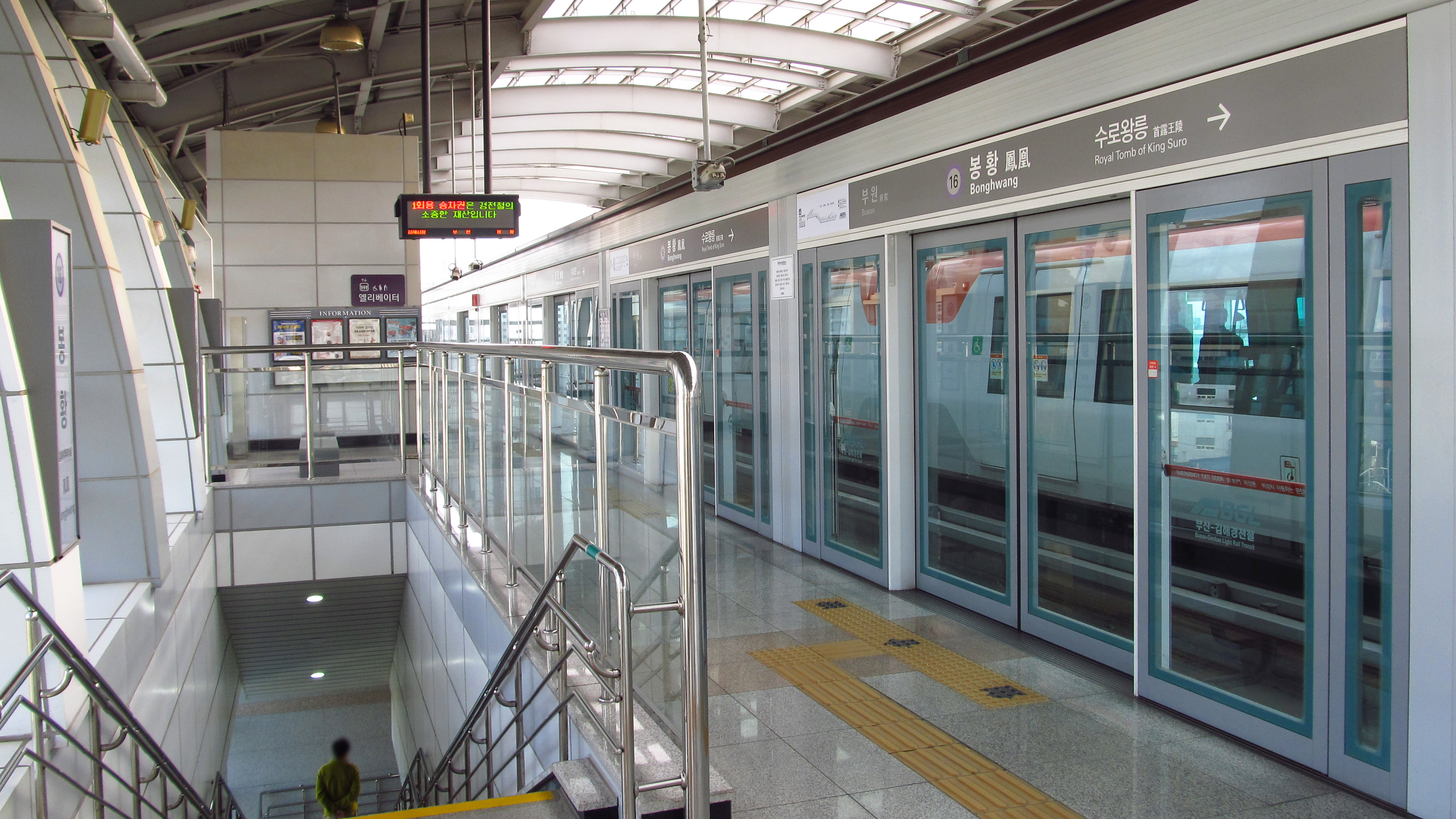
下りホーム（2018年3月）
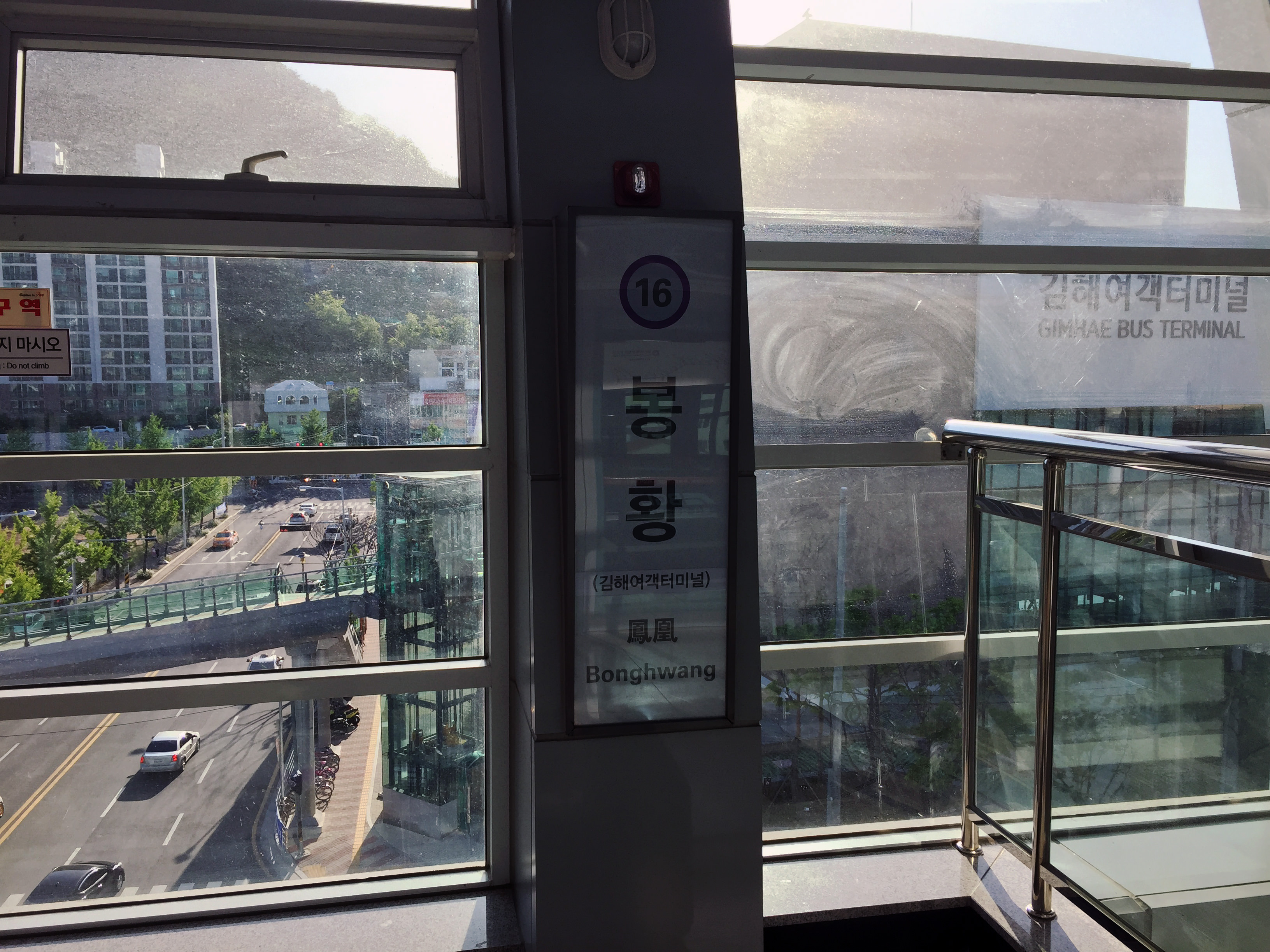
駅名標

### のりば
| 上り | ●釜山-金海軽電鉄 | 沙上方面   |
| 下り | ●釜山-金海軽電鉄 | 加耶大方面 |

## 駅周辺
- 新世界百貨店 金海店
  - Eマート 金海店
- 金海旅客ターミナル
- 金海中部警察署
- 金海郵便局
- 国民健康保険公団金海支社
- 鳳凰大公園

## 隣の駅
釜山-金海軽電鉄
●釜山-金海軽電鉄
府院駅（15） - 鳳凰駅（16） - 首露王陵駅（17）